# عساف (غنم)

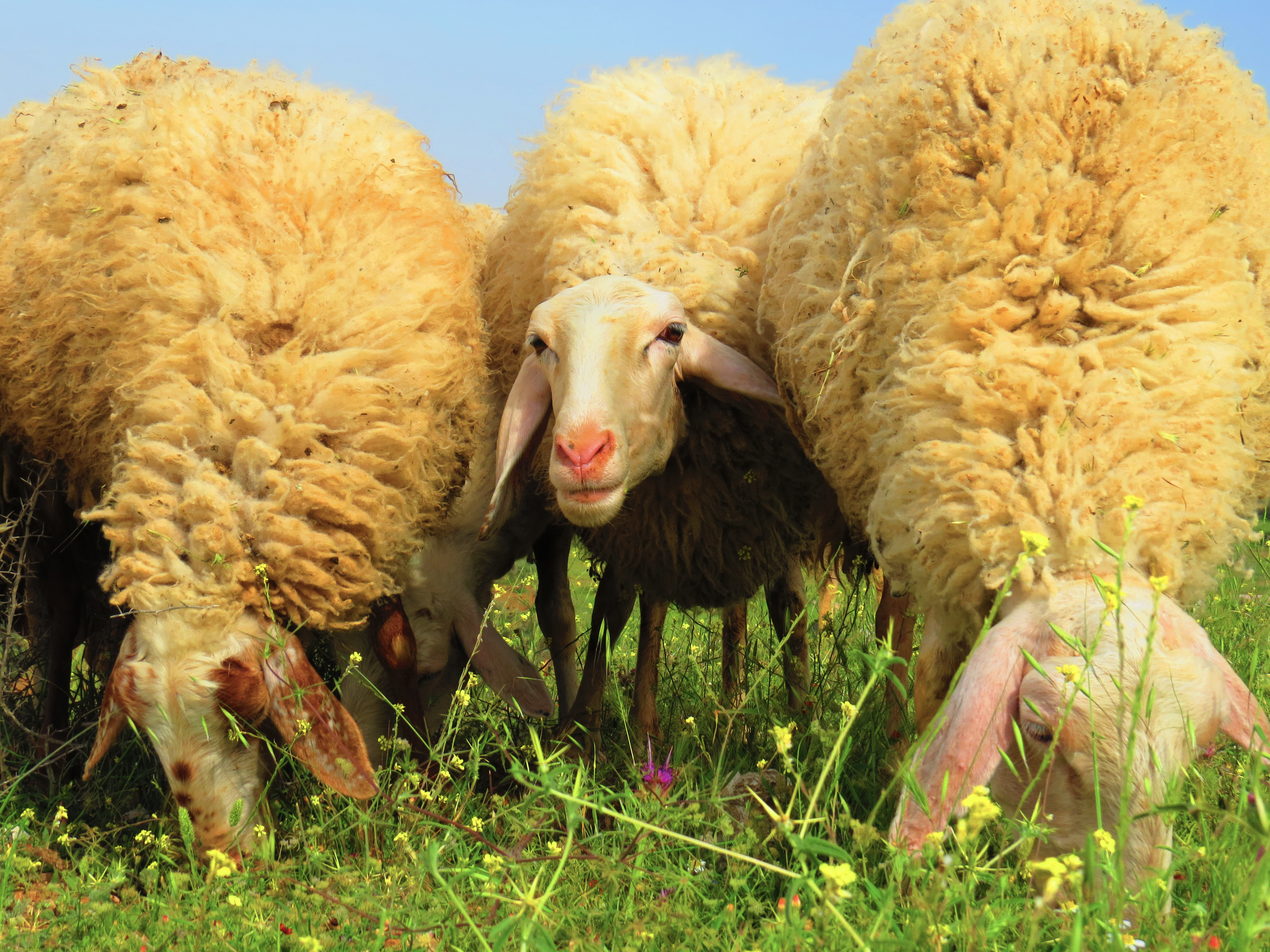
أغنام عساف ترعى الأعشاب في جنوب محافظة الخليل

أغنام عساف هي سلالة مهجنة في فلسطين نتيجة تهجين سلالة العواسي مع سلالة الفريزيان الشرقية الألمانية 

## تاريخ
في عام 1955، بدأ الباحثون في منظمة البحوث الزراعية في إسرائيل (ARO) مشروع لتحسين الخصوبة من الأغنام العواس. وكان أفضل نتائج الخلط هي 3/8 من سلالة فريزيان مع 5/8 من عواسي حقق التهجين نتائج كزيادة إنتاج الحليب واللحوم.

## المميزات
يكون الصوف ذا لون أبيض ومجعد، ولا تظهر قرون، كما أنها تتأقلم بسرعة مع أغلب الأجواء: الدافئة والمتوسطة والباردة 